# Castell de Featherstone

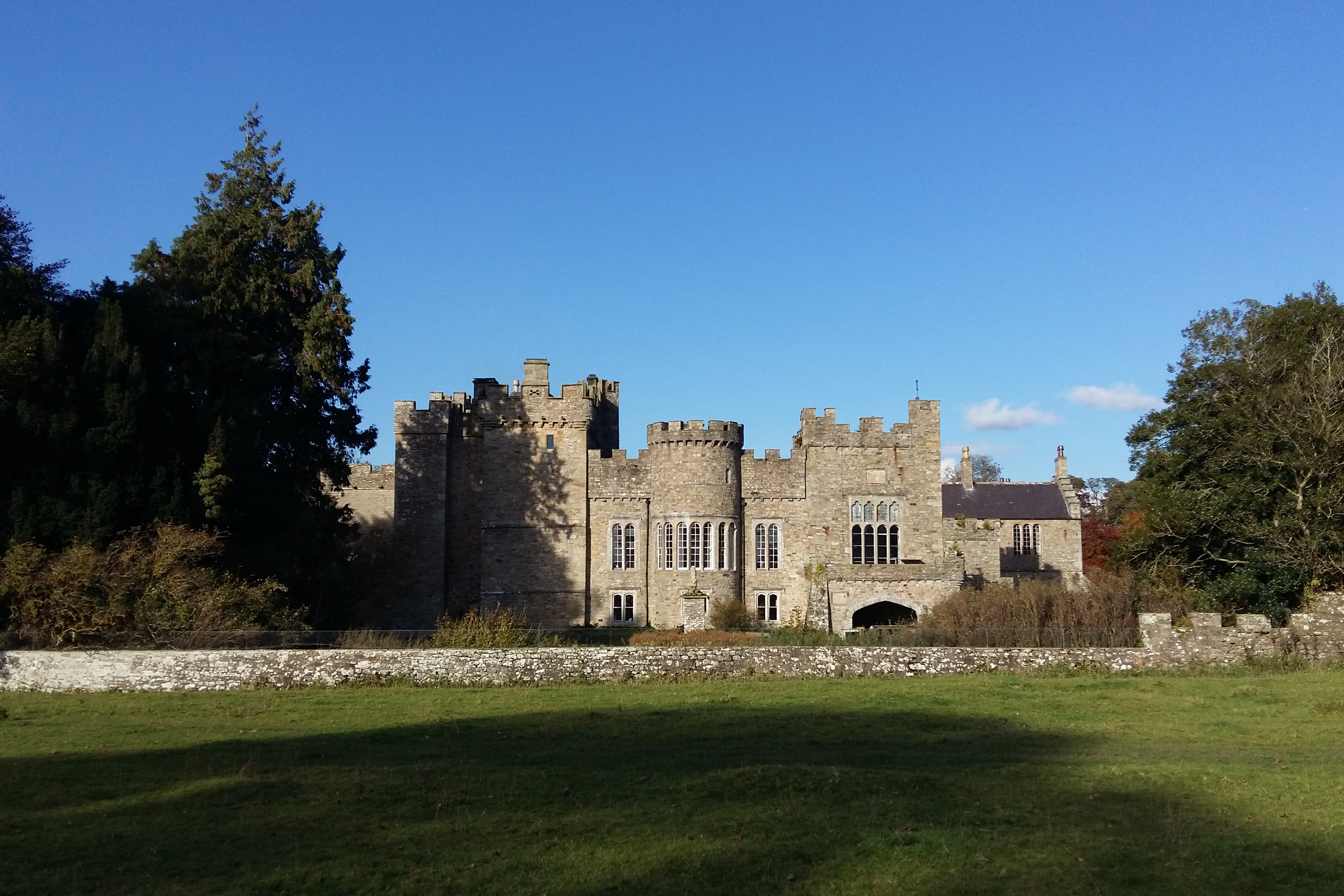
El castell de Featherstone l'any 2016.

El Castell de Featherstone, un edifici protegit de Grau I, és una gran mansió de camp d'estil gòtic situada a la ribera del South Tyne, a unes 3 milles (5 km) al sud-oest del poble de Haltwhistle al comtat de Northumberland, a Anglaterra.

## Orígens medievals
Al segle xi, la casa pairal situada en aquest lloc pertanyia a la família Featherstonehaugh. Aquesta casa va exercir un paper important en les guerres entre els anglesos i els escocesos. En els seus inicis es tractava d'una hall house del segle xiii, però l'any 1330 una torre peel va ser afegida per Thomas de Featherstonehaugh. Una inspecció de l'any 1541 indica que la propietat consistia en una torre en bon estat de manteniment, ocupada per Thomas Featherstonehaugh.
La història escrita més primerenca que descriu aquest àrea es remunta al període d'ocupació Romana. L'any 122 AD, els romans van aixecar el Mur d'Adrià, que discorre aproximadament a 5 quilòmetres al nord del Castell de Featherstone.

## Després de l'edat mitjana
Al segle xvii la propietat va ser adquirida per Sir William Howard (pare del primer Comte de Carlisle) i va ser remodelada i ampliada de manera substancial.

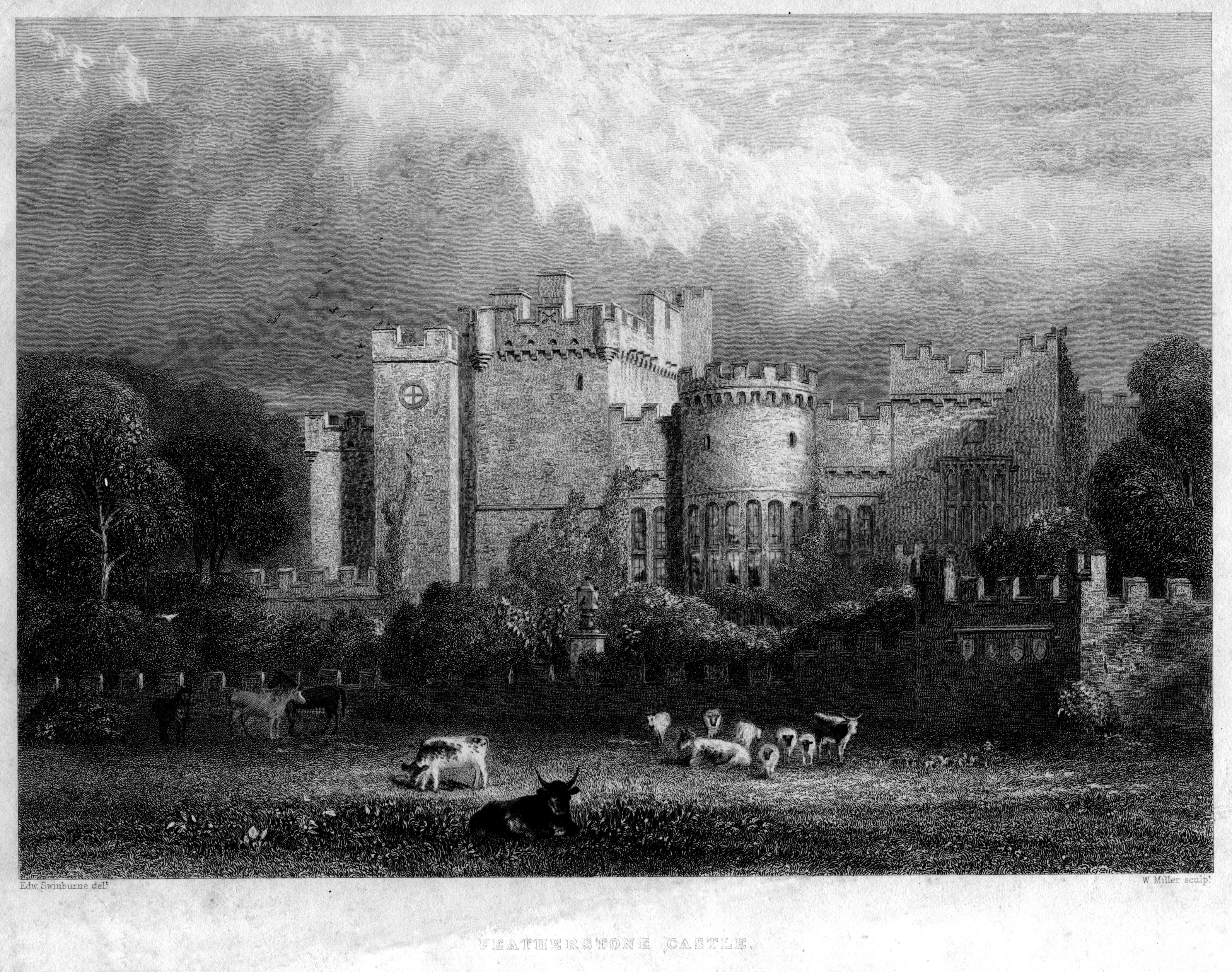
Castell de Featherstone per William Miller

La casa va ser comprada de nou al Comte de Carlisle l'any 1711 per Matthew Featherstonehaugh (1662–1762). Una inspecció de 1715 revela "una estructura antiga i ben construïda". La família va romandre al castell fins que Sir Matthew Fetherstonhaugh va vendre la propietat a James Wallace al voltant de l'any 1789. El seu fill Thomas Wallace va dur a terme moltes més modificacions arquitectòniques entre 1812 i 1830. Sir Wallace va llegar la propietat al seu nebot el Coronel James Hope (1807–1854), (fill del Comte de Hopetoun), qui va canviar el seu cognom a Hope-Wallace.
Les nombroses modificacions en la seva estructura han resultat en una gran casa de camp amb merlets i complexa, amb una forma rectangular proveïda d'un pati central i de torres a cada cantonada.
L'any 1825, uns agricultors que treballaven a les terres al voltant del Castell de Featherstone van descobrir el que semblava ser un tronc de roure enterrat. No obstant això, quan van procedir a tallar-ho amb una destral, aquest va resultar ser un taüt en fusta de roure que contenia restes humanes. Els ossos es van convertir en pols quan van entrar en contacte amb l'atmosfera. Les restes d'altres quatre taüts de fusta van ser descoberts a la mateixa àrea.
Durant la Segona Guerra Mundial, al llarg del riu South Tyne (Tyne del sud) i estenent-se al llarg d'una milla a través del parc de Featherstone, es trobava el Campament 18, un camp de presoners de guerra en el qual es trobaven presoners 7000 oficials alemanys a partir de 1945. Algunes de les restes del campament encara són visibles a les terres del Castell de Featherstone.

## Ús modern

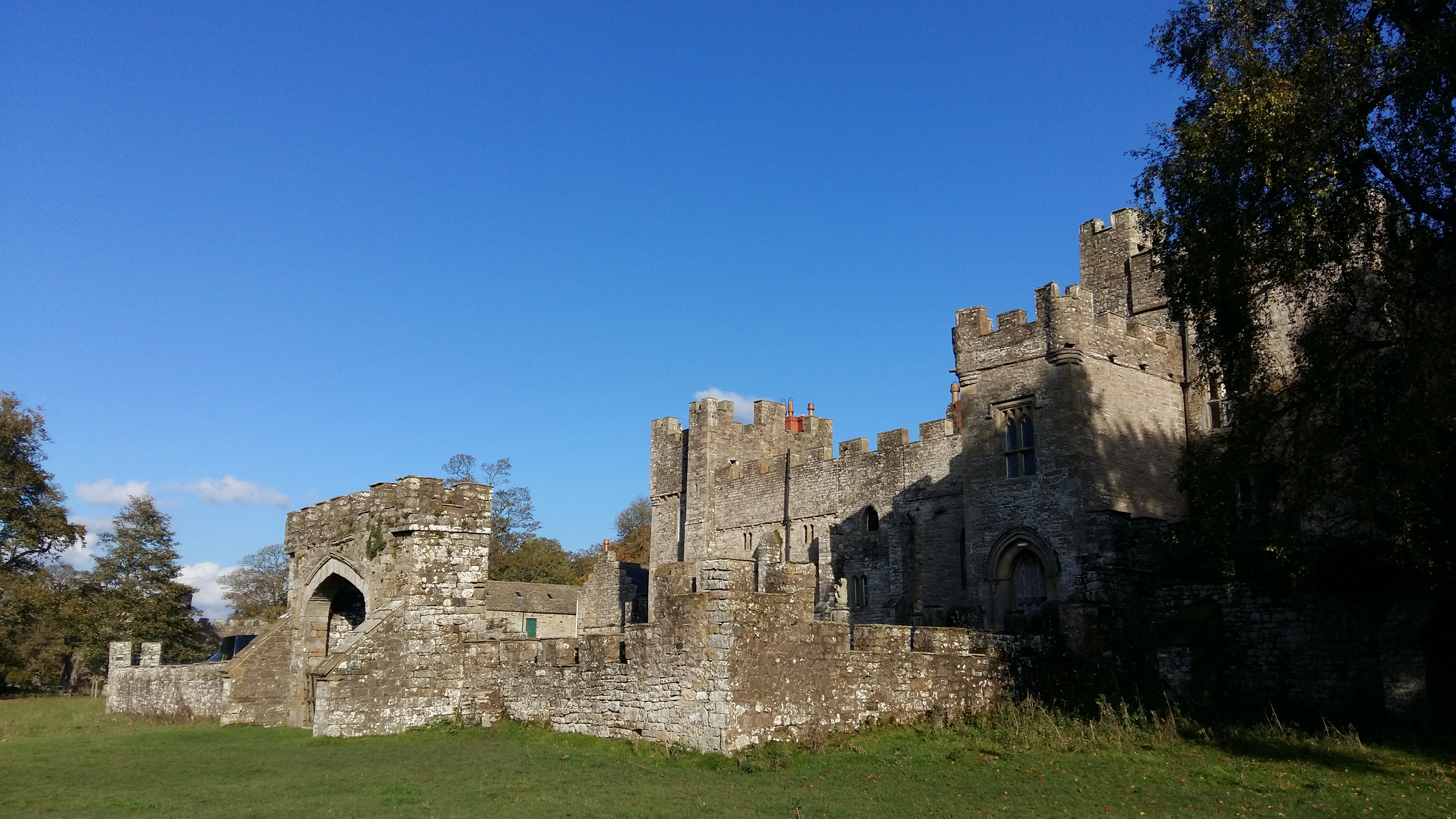
El castell de Featherstone a l'octubre de 2016.

La propietat va ser venuda l'any 1950 i es va convertir en una escola preparatòria per a nens, coneguda com a Escola de Hillbrow, que rebia el seu nom de la casa on es trobava originalment, prop de l'Escola de Rugbi a les Midlands. L'Escola de Hillbrow aleshores es trobava situada a la Casa Overslade, la qual havia sofert danys per una mina de terra l'any 1940. L'any 1961, l'escola va ser traslladada a una noves premisses a Ridley Hall, Northumberland, i el Castell de Featherstone es va convertir en un centre de conferències i activitats per a joves i estudiants.